# 武内大造
武内 大造（たけうち たいぞう, 1873年2月3日 - 1946年3月23日）は、日本のドイツ学者。20世紀前半における日本のドイツ語教育に貢献した。

## 経歴
埼玉県草加町(現在の草加市)に薬種商を営む武内作蔵と妻なみの次男として生まれる．東京帝国大学文科大学独逸文学科を1900年に卒業．同年、東京外国語学校（旧制、現在の東京外国語大学）教授に任ぜられた。1907年には第七高等学校造士館教授に転じ、1914年、再び東京外国語学校(旧制)教授に任じられた。1932年に退官（名誉教授）後も講師として1939年まで同校の教壇に立った。東京高等商業学校(現在の一橋大学)，独協学園においても兼任講師を務めた．
1909-11年には、文部省留学生としてドイツ（フンボルト大学ベルリン）に留学した。日本最初のラジオドイツ語講座講師を務めた．
1918年，高等試験臨時委員に任命されている．
墓所は雑司ヶ谷墓地

## 家族
妻順子（1883-1972）の長兄は東京帝国大学工学部教授(造船工学)を務めた工学博士の寺野精一、同次兄は九州帝国大学工学部教授（応用化学）を務めた工学博士の寺野寛二。子供は順子との間に５女２男.

## 著作
- 獨逸散文鈔 Deutscher Lesestoff 武内大造 編. 精華書院, 1916.5
- 近代散文粹選 武内大造 編. 南山堂書店, 1917.3
- Für japanische Musensöhne 日獨書院, 1924
- 新編獨逸語讀本　武内大造 編. 日獨書院, 1930.1
- 和文の獨譯例 = Übungsbeispiele zur Übersetzung aus dem Japanischen　武内大造 編. 南江堂書店, 1931.2
- 近代十家文　武内大造 編. 南江堂書店, 1931.2

## ギャラリー

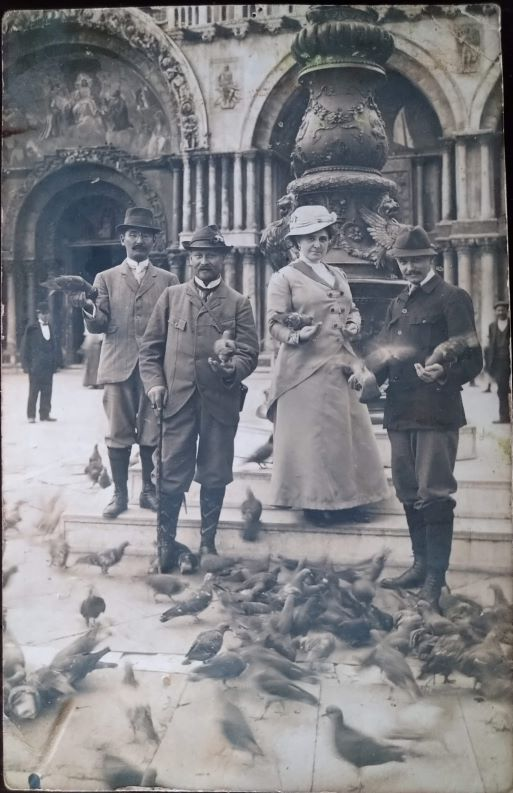
Takeuchi Taizo with the Reicherts and Ebert, Piazza San Marco, Venice, 1910
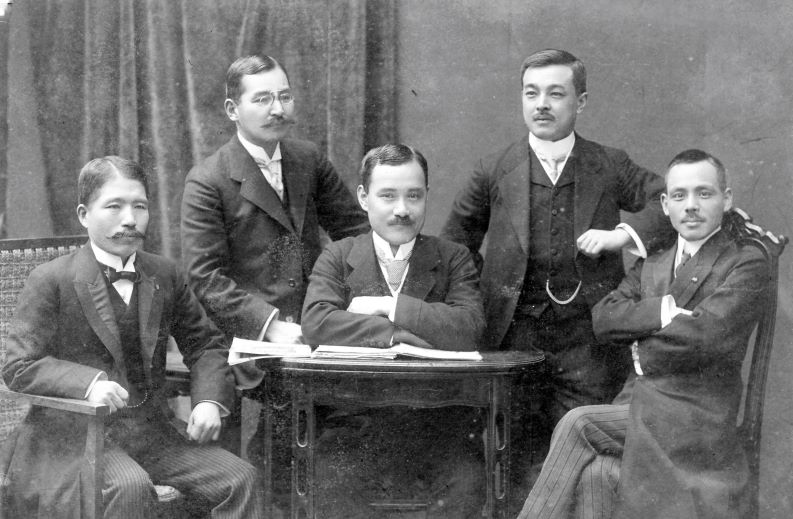
ベルリン大学留学中の武内大造, 1910年頃 (左から二人目, 左は斎藤斐章，中央は中島半次郎)
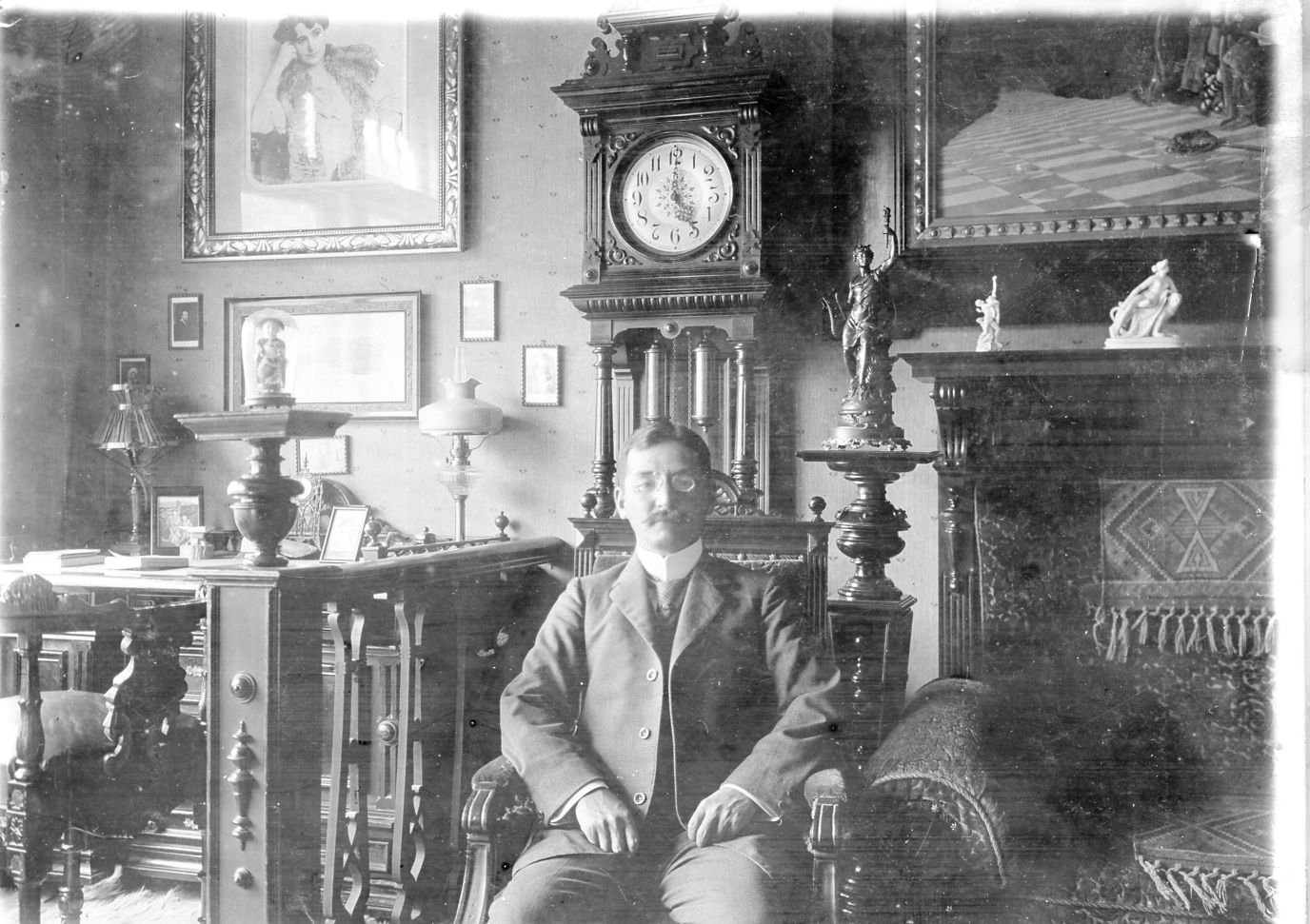
ベルリン大学留学中の武内大造, 1910年頃
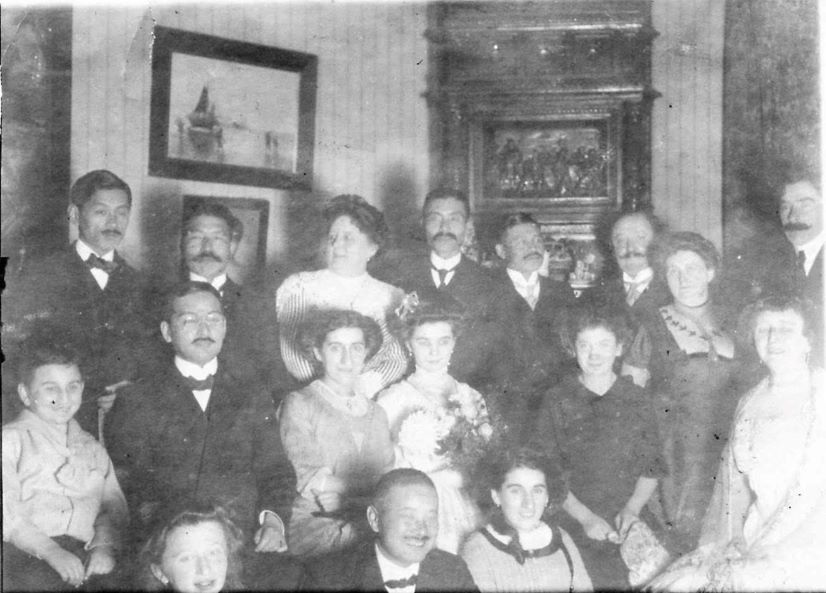
ドイツ留学中の武内大造 (中央列左から２人目)
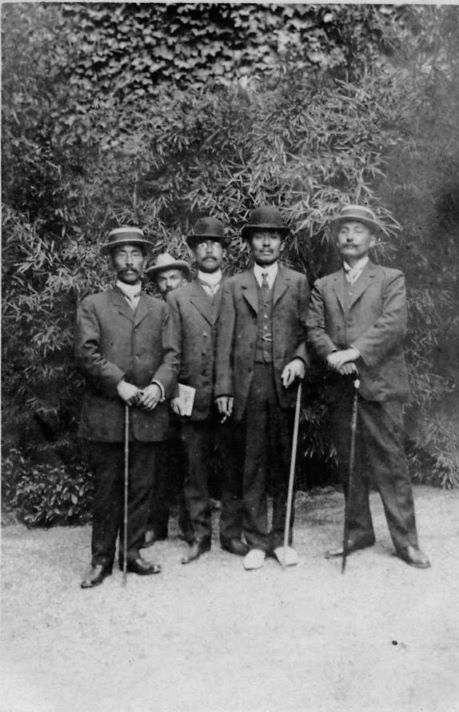
Genova市内公園における池田岩治(左端) 山岸光宜(左から３人目) 武内大造(右端) 1909年9月
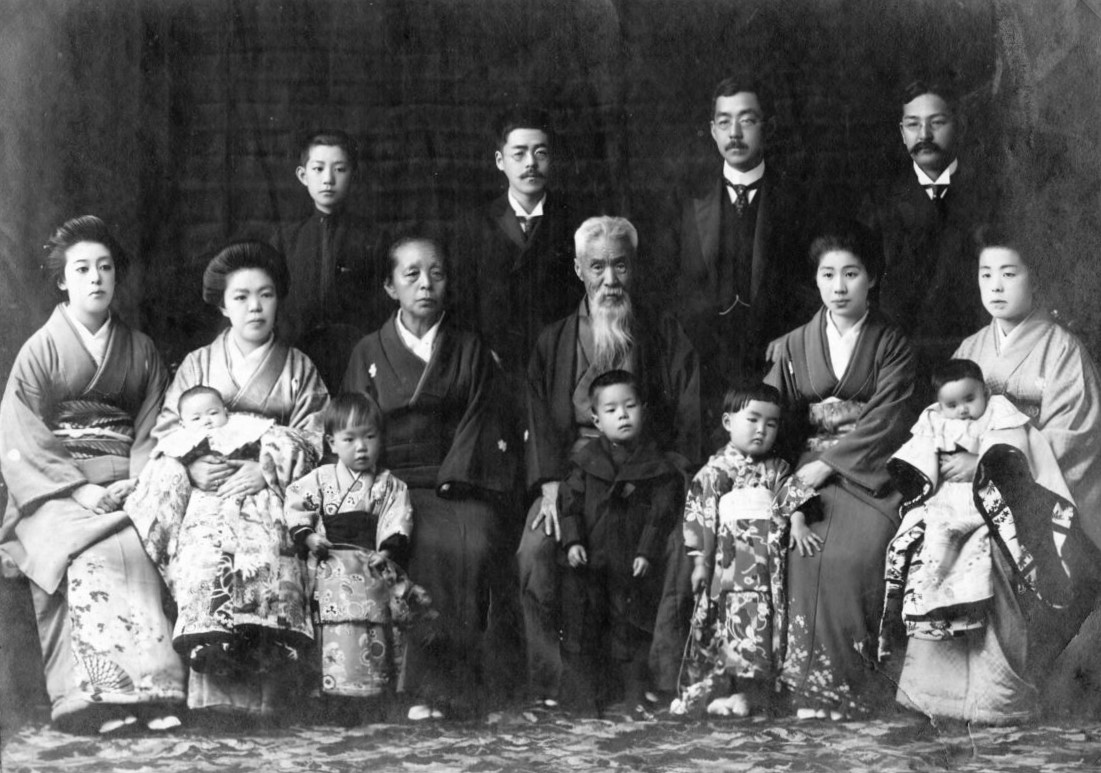
寺野家の人々と武内大造(後列右端) 1905年頃
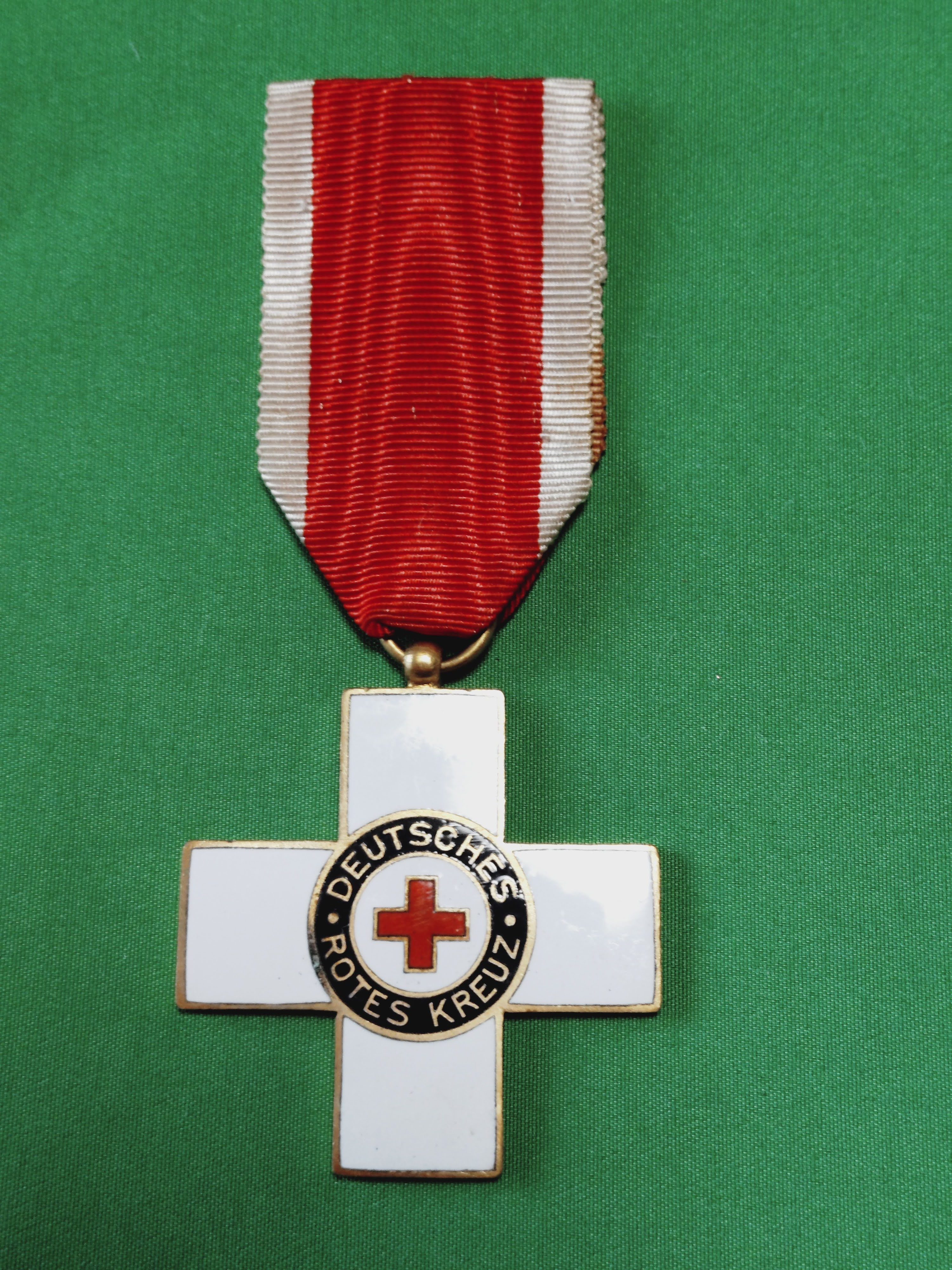
武内大造に授けられたドイツ赤十字勲章 1926年